# 政权变革
政权变革（羅馬化：Metapolítefsi）是希腊历史上的一个时期，指1973年—1974年希腊军政府倒台至1974年希腊议会选举之间短暂的过渡期。
这一时期肇始于希腊军政府独裁者乔治斯·帕帕佐普洛斯的自由化计划，该计划遭到潘纳吉奥蒂斯·卡内洛普洛斯和斯特法诺斯·斯特法诺普洛斯等著名政治家的反对，并最终因大规模的雅典理工学院起义而被迫中止。随后，季米特里奥斯·伊奥安尼季斯发动反政变并推翻帕帕佐普洛斯政权，而他策划的针对塞浦路斯总统马卡里奥斯三世的政变直接导致土耳其入侵塞浦路斯，最终促成希腊军政府的垮台。
随后，前总理康斯坦丁诺斯·卡拉曼利斯被任命为临时的“民族团结政府”的领导人，他上台后，使希腊共产党合法化，并成立主张议会民主和非军事化的中右翼政党——新民主党，该党在1974年希腊议会选举中以压倒性优势获胜。